# Froesia gereauana
Froesia gereauana är en tvåhjärtbladig växtart som beskrevs av Y. Schneider och G. Zizka. Froesia gereauana ingår i släktet Froesia och familjen Ochnaceae. Inga underarter finns listade i Catalogue of Life.